# 咲くは江戸にもその素質
『咲くは江戸にもその素質』（さくはえどにもそのそしつ）は沙島カタナの漫画作品。ウェブコミック配信サイト『comico』にて2014年1月29日から2015年9月8日まで毎週水曜日に連載された。

## 概要
「時代は変われど人は変わらじ。それは腐女子も同じである」とでもいうかのように江戸時代にもいた（であろう）腐女子に目覚めてしまった女子、サクと彼女らに振り回される人々の物語である。

## あらすじ
手習所に通う娘、サクは文字の読み書きはすでに習得済みの優等生。その試しに貸本屋から南総里見八犬伝を借り彼女は時間が過ぎるのも忘れ取り付かれたかのように読み進める。しかし、彼女が取り付かれたのは物語や展開ではなく、八犬士達を現在で言うBLのカップリング対象として見ており、ある日衆道の概念を知り彼女は同性愛の存在を知る。そしてその目線は現実世界でも手習い所の男子達に向けられていく。

## 登場人物
演は舞台版における俳優である。
サク
演 - 小嶋菜月（AKB48）
手習い所の才女。一押しカップリングは「犬川荘助×犬塚信乃」。その関係で浜路との悲恋には共感所か邪魔な要素と思っている。
カメ
演 - 松村茅久未（NMB48）
手習い所でも人気の美人。サクに感化され腐の道に。一押しカップリングは「犬飼現八×犬塚信乃」。母親が芸の無さで苦労した経験があり、いろんな習い事をさせられ心の隙間を埋めるため二次創作絵に手を出す。
フミ
演 - 荒井レイラ
三人の中では常識人でツッコミ役だが、サクはまだ腐に堕ちる可能性があると睨んでいて、八犬伝に関しては普通だが犬坂毛野の女装姿に萌え毛野は聖域となり「勧進帳」の見物中武蔵坊弁慶がやむを得ず源義経を打ち据える所を見て完全に目覚め「弁慶×義経」の同人誌製作に乗り出す。
ヤソジ
演 - 永田陸斗
手習い所に通う小僧。優等生でサクが自分を見る目線に他の人とは違うものを感じ恐怖を覚える。
イチゾウ
演 - 萩原護
同じく手習い所に通うやんちゃ坊主。江戸っ子で何かあればヤソジに突っかかり喧嘩をするがすぐに仲直りをする。（その関係にサクが萌えている。）サクとヤソジのお互いの見る目を見て、二人が両想いだと誤解している。
ツルノ
演 - 大浦育子
米問屋大黒屋の娘。衆道を毛嫌いしてはいるが好きなカップリングが見つからず「現八総受け」としている。美人ではあるが当時確立されてなかったツンデレな性格のせいで評判が悪く、婿の貰い手はおろか、女友達もサク達以外いない。
ユキエ
演 - 森川彩香
大黒屋の奉公人。江戸で働くうちに多様な価値観、考えに出会って敢えて善悪の判断をしない生き方をしている。縁談の話は多いようだがツルノより先を越されては格好が付かない大黒屋から嫁入りは待ってほしいと頼まれている。
松之助
カメの兄、錺り職人見習い。春画を所持した弱みをカメに握られ家を彼女たちの二次創作保管場所にされる。
セン、タツ
演 - 西田薫子（セン）、湖木信乃介（タツ）
途中からサクたちの長屋に移り住んだ夫婦。ナマモノ好きなセンが自身の思い込み妄想をいつもタツに話していくうちに周りからけしかけられ夫婦になった。

## 舞台
2017年5月にSMK Company主催で舞台化され、渋谷区文化総合センター大和田とABCホールで上演される。

### スタッフ
- 原作 - 沙嶋カタナ（comico）
- 脚本・演出 - 島根さだよし
- 製作 - 劇団しまぁ〜ん共和国